# Driss Ouaouicha
Driss Ouaouicha, né le 5 décembre 1952,  est un universitaire et homme politique marocain. Il est, depuis le 9 octobre 2019, ministre délégué chargé de l'Enseignement supérieur du Maroc.

## Biographie

### Formation
Driss Ouaouicha a fait ses études à l’université Mohammed-V de Rabat dont il sort avec une licence en langue et littérature anglaises. Puis, il part étudier à l'étranger et a obtenu un Ph.D en linguistique et éducation à l’université du Texas à Austin (USA). Il a également un master en linguistique appliquée et enseignement des langues obtenu à l’université du pays de Galles.

### Carrière universitaire
De 2007 à 2008, Driss Ouaouicha est le directeur exécutif des bourses d’études de l'université Al Akhawayn à Ifrane. 
En 1988, il est nommé doyen de la faculté des Sciences humaines à l’université de Meknès. Un poste qu'il va occuper jusqu'en 1999.
Depuis 200̞8, il occupait le poste de président de l’université Al Akhawayn à Ifrane avant d'être nommé ministre.

### Carrière politique
Le 9 octobre 2019, il devient ministre délégué auprès du ministre de l’Éducation nationale, de la Formation professionnelle, de l’Enseignement supérieur et de la Recherche scientifique, chargé de l’Enseignement supérieur et de la Recherche scientifique. Il est sous la tutelle de Saaid Amzazi, le ministre de l'Education nationale, de l'enseignement supérieur et de la recherche scientifique.
En parallèle, il est également membre du Conseil économique, social et environnemental (CESE) depuis 2011, et secrétaire général de la Moroccan British Society. 
Il a été secrétaire du Forum universitaire permanent EuroMed.